# Kurslitteraturpriset
Kurslitteraturpriset är en litteraturpristävling som syftar till att premiera och hylla författare av ny kurslitteratur för svensk universitets- och högskoleutbildning. Priset delas årligen ut av utbildningsförlaget Studentlitteratur och tilldelas en vinnare och två hederspristagare. Vinnaren mottar Kurslitteraturprisstatyetten samt 150 000 kr och hederspristagarna mottar 50 000 kr vardera. Priset har sedan det instiftades 2009 delats ut på Bok- och Biblioteksmässan i Göteborg (2009-2012), på Grand Hôtel i Stockholm (2013, 2018), på Münchenbryggeriet i Stockholm (2014), på förlaget Studentlitteratur i Lund (2015) och på Berns i Stockholm (2016, 2017 och 2019). Konferencierer för prisutdelningen har varit John Chrispinsson (2009-2014, 2016), Sharon Jåma Hofvander (2015), och Gabriella Ahlström (2017-2019).

## Pristagare

### 2009
Förstapris

Titel: Marknadsföringsboken. Författare: Lena Mossberg och Malin Sundström
Hederspriser

Titel: Vad är statsvetenskap? Författare: Björn Badersten och Jakob Gustavsson

Titel:  Allmändidaktik. Redaktörer: Sven-Erik Hansén och Liselott Forsman

### 2010
Förstapris

Titel: Omvårdnadens grunder. Redaktörer: Lars Wallin,  Anna Ehrenberg, Febe Friberg, Joakim Öhlén, Anna-Karin Edberg och Helle Wijk
Hederspriser

Titel: Världens litteraturer. Redaktör: Margareta Petersson

Titel: De stora frågorna om skolan. Författare: Tomas Kroksmark

### 2011
Förstapris

Titel: Utbildningshistoria – en introduktion. Redaktörer: Johannes Westberg och Esbjörn Larsson
Hederspriser

Titel: Skapa vetande. Vetenskapsteori från grunden. Författare:  Bengt Hansson]

Titel: Stokastik för ingenjörer. Författare: Jesper Rydén

### 2012
Förstapris

Titel: Flerdimensionell analys. Författare: Jonas Månsson och Patrik Nordbeck
Hederspriser

Titel: Introduktion till EU-rätten. Författare: Jörgen Hettne och Carl Fredrik Bergström

Titel: Vetenskaplig teori och metod – från idé till examination inom omvårdnad. Redaktör: Maria Henricson

### 2013
Förstapris

Titel: Medicinsk mikrobiologi. Huvudredaktör: Annelie Brauner
Hederspriser

Titel: Den nya organisationsboken. Författare: Johan Alvehus och Tommy Jensen

Titel: En samtidig världshistoria. Redaktör: Maria Sjöberg

### 2014
Förstapris

Titel: Omvårdnad & medicin samt Omvårdnad & kirurgi. Huvudredaktörer:  Christine Kumlien, Anna M Jansson, Jenny Rystedt och Anna Ekwall
Hederspriser

Titel: Redovisning. Författare: Jan Marton, Anna-Karin Stockenstrand och Niklas Sandell

Titel: Byggledning – projektering, produktion och förvaltning. Författare: Radhlinah Aulin, Urban Persson, Bengt Hansson, Stefan Olander, Anne Landin och  Mats Persson

### 2015
Förstapris

Titel: Bedömning, betyg och lärande. Författare: Alli Klapp
Hederspriser

Titel: Psykologi för sjuksköterskor. Författare: Lena Wiklund Gustin

Titel: Politik och förvaltning i svenska kommuner. Författare: Gissur O. Erlingsson och Johan Wänström

### 2016
Förstapris

Titel: En berättelse om organisering. Författare: Maria Grafström, Anna Jonsson, Oline Stig och Lars Strannegård
Hederspriser

Titel: Språklig sårbarhet i förskola och skola. Författare: Barbro Bruce, Eva Sventelius, Ulrika Ivarsson och Anna-Karin Svensson

Titel: Psykologin som vetenskap. Författare: Lars-Gunnar Lundh och Artur Nilsson

### 2017
Förstapris

Titel: Modern industriell ekonomi. Författare:  Mats Engwall, Anna Jerbrandt, Bo Karlson och Per Storm
Hederspriser

Titel: Omvårdnad & äldre. Författare: Kerstin Blomqvist, Anna-Karin Edberg, Marie Ernsth Bravell och Helle Wijk

Titel:  Avtal. Författare: Rolf Dotevall

### 2018
Förstapris

Titel: Ortopedi. Författare: Magnus Karlsson, Jon Karlsson och Harald Roos (red.)
Hederspriser

Titel: Nycklar till grammatik. Författare: Gunlög Josefsson och Katarina Lundin

Titel:  Arbete & välfärd. Redaktör: Åke Sandberg

### 2019
Förstapris

Titel: Barnkonventionen. Författare: Maria Grahn-Farley
Hederspriser

Titel: Källkritik!. Författare: Sigurd Allen och Ester Pollack

Titel: Quality Management. Författare: Ida Gremyr, Bjarne Bergquist och Mattias Elg